# Центр (община, Босния и Герцеговина)
Община Центр (хорв. и босн. Općina Centar, серб. Општина Центар) — боснийская община, расположенная в Сараевском кантоне Федерации Боснии и Герцеговины. Административным центром является Сараево. Община (район) включает административный и деловой центр Сараево. 

## Население
По данным переписи населения 1991 года, в 6 населённых пунктах общины проживали 79 286 человек.